# Olivier Kaisen
Olivier Kaisen (født 30. april 1983) er en belgisk tidligere professionel cykelrytter.

## Eksterne links
- Wikimedia Commons har flere filer relateret til Olivier Kaisen
- Olivier Kaisens profil hos UCI (engelsk)
- Olivier Kaisens profil på CycleBase (engelsk)
- Olivier Kaisens profil på Cykelsiderne
- Olivier Kaisens profil på Cycling Quotient (engelsk)
- Olivier Kaisens profil på ProCyclingStats (engelsk)
- Olivier Kaisens profil på FirstCycling

| Cykling | Spire Denne artikel om cykling er en spire som bør udbygges. Du er velkommen til at hjælpe Wikipedia ved at udvide den. |